# ネクタリン
ネクタリン（Nectarine、学名：Prunus persica var. nectarina var. nectarina）は、バラ科の果樹。モモの変種。和名はズバイモモ。別名でツバキモモ（椿桃）、ヒカリモモ（光桃）、ユトウ（油桃）などとも呼ばれる。名前の由来はギリシア神話に登場する神々の飲料ネクターである。

## 特徴
落葉高木。黄桃の一種とされるが、モモとは異なり果皮に産毛がない。毛が存在しないのは、自然な突然変異による頂端茎分裂組織の L1 塩基の欠如によるものである 。
見た目はプラムに似ている。椿桃（ツバキモモ）の名はツバキの実に似ていることに、油桃（ユトウ）の名は果皮がつややかなことに由来する。果皮の地色は品種により白色、黄色ともある。
果肉には白色種もあるが、黄色や赤色の品種が多い。肉質は締まっており、強い甘みと適度な酸味をもつ。類似するものには同じくモモの変種のブルニヨンという果樹が在る。

## 産地
海外での生産地はオーストラリアなどがあり、ホワイトネクタリンと呼ばれる品種を始めとするネクタリンを栽培している。日本での生産地は長野県が全体の約70％を占める。他に山梨県、福島県などのモモの産地で栽培している。